# 燃えろ!!ロボコン
『燃えろ!!ロボコン』（もえろ ロボコン）は、1999年1月31日 - 2000年1月23日まで、テレビ朝日系列で毎週日曜8:00 - 8:30（JST）に全51話が放送された、東映制作の特撮テレビドラマ。

## 概要
1974年から1977年にかけて放送された『がんばれ!!ロボコン』を現代風にアレンジしたリメイク版。石ノ森章太郎の死後、最初に制作された石ノ森原作の東映特撮作品である。

### 企画経緯
本作品の原型は、原作者石ノ森章太郎が「もう一度作りたい作品」として1990年代初頭に、『人造人間キカイダー』のリメイク企画と同時に持ち込んだ企画である。『キカイダー』の企画は映画『人造人間ハカイダー』と小説『KIKAIDER00』として展開されたものの、当初、『ロボコン』については東映では「作るつもりはない」というのが大勢だった。
しかし石ノ森が1998年1月に死去したことや、東アジアで起こった『ロボコン』のブームが日本にも飛び火し盛り上がりを見せたことが本作品の制作にも影響したとみられる。またプロデューサーの小嶋雄嗣は、「『ビーロボカブタック』『テツワン探偵ロボタック』に続き、このジャンルの決定版の製作に当たって原点回帰という意味から『ロボコン』をやってみようか、という話になったんです」と語っている。この他にも時代的にも不況を反映した暗い社会世相であった当時と、『がんばれ!!』企画時の風潮が似ていることから、「暗い世相を笑って吹き飛ばしちゃえ」という意図もあったとも述べている。
制作は1998年の途中に決まった。このような経緯もあり、放送開始前の1999年に発売された「テレビ人気者カレンダー」には『がんばれ!!ロボコン』が記載されている。また石ノ森章太郎の一周忌に合わせるため、前番組の『ロボタック』を予定より早く終了させた上での放送開始となった。本時間帯における1月下旬スタートの1年間の放送期間、というフォーマットは、本作品以降も『仮面ライダーキバ』（2008年）まで踏襲されることとなる。

### 制作関連
本作品は『カブタック』『ロボタック』と同じ放送枠での制作となり、ロボットコメディー路線の第3作とも扱われる。しかし、両作品の特徴である変形ギミックやアイテム争奪戦などの要素は引き継いでおらず、旧作同様に各話ごとのドラマ性を重視した内容となっている。また前番組ではCGが多用されていたが、本作品では着ぐるみによるアクション描写も重視されている。
「1年間でハートマークを集めてロボット学校を卒業する」というテーマであったが、最終回ではこのことに触れておらず、点数も0点と普通のエピソードと変わらないものだった。

### 評価・影響
特に子供には支持され、前作『がんばれ!!ロボコン』を見た世代が親になっており、二世代で楽しむ世帯もあったという。
八手三郎原作の東映メタルヒーローシリーズと同じ時間帯（日曜8時台前半）に、石ノ森原作作品である本作品が制作されたため、同じく石ノ森原作の平成仮面ライダーシリーズを後番組として復活させるきっかけともなった。一方で玩具の売上に関してバンダイの森安信一は、成績が伸び悩んだと語っている。

## あらすじ
ロボコンはロボット学校第1期生のG級ロボット。ロボット学校の仲間といっしょに人間の世界に実習にやってきた。
抽選の結果、ロボコンは御多良市の栗原家に居候することになる。毎日の行動はロボット学校の担任である教師ロボット・ガンツ先生に採点され、100点を取るとハートマークがもらえる。ハートマークを10個集めると、A級ロボットとしてロボット学校を卒業できる。毎回様々なトラブルに巻き込まれながらも「ロボ根性」でA級ロボットを目指して奮闘するロボコンの姿を描く。

## 登場人物

### ロボット

#### 主人公系
ロボコン
本作品の主人公で、1期生のお手伝いロボット。栗原家に居候し、一人前のロボットになるべく努力するが失敗も多く、ガンツ先生から0点やマイナス100点をもらうこともしばしば。失敗した時には両手で頭を押さえて「ウララ〜」というのが癖。人間社会で様々な人々との出会いやドラマを経験するうちに成長し、後半は100点や他の点数をもらうことが増えてきた。ゴキブリが嫌いで、姿を見ると大暴れして周囲を破壊してしまう。「ロボレナリン・全開!」の言葉と共にフルパワーを発揮する。さらに本気を出した時の掛け声は「根性! 根性! ロボ根性!」。
14話では人工衛星「テラ」の電波を浴びて真面目キャラになった。

ガンツ先生
ロボコンたちを育てている先生ロボット。生徒にはいつも厳しい評価を下すが、努力や良い行いに対する労いの言葉も忘れない。なぜか生徒には見ることができる幽霊を彼は認識できない。

ロビーナ
本作品のヒロインで、『がんばれ!!ロボコン』（以下：旧作）のロビンに相当する。ロボコンにとっては憧れの存在のキューピッドロボット。「ラブラブアロー」と「ときめきハープ」で男女の仲を取り持つことが使命。他のロボットとは違い、外見は人間とほぼ同じ。
- 小嶋によれば、宇宙人であった旧作のロビンと違い、正真正銘のロボットにしたのは、ファンタジー的な要素は『カブタック』『ロボタック』にもあったので、逆に今回はそれをなしにしようという意図があったと述べている。

#### 1期生
ロボデジ
勉強ロボット。頭部がパソコンを模しており、顔（両目）がデジタル数字の「88」であり、心情により形が変わる。学校で人間の生徒相手に教師を務めている。また頭脳優秀な割にとんでもない見落としをしていることも多く、ロボイド登場後はその傾向が顕著になり、彼の発明品が騒動のきっかけとなることもあった。IQは2000。頑固な面がある。

ロボゲタ
天気予報ロボット。ゲッターシューズを飛ばして天気予報を行うが、その的中率は0.1パーセント。ショックを受けると顔と風速計、天気図、両肩のハートマークが弾けてしまう。ロボイド登場後はロボイドの行いで突然不良ロボットになってしまい、ロボボスの手下となって他のロボットの邪魔をしたり、ガンツ先生から厳しい叱責を受けてしまうことが多くなった。しかし第31話でロボイドが三億円強盗犯人の濡れ衣を着せられた際はロボボス共々ロボイド無罪の現場を偶然目撃した際はロボボスがロボイド無罪を言わないのに対しロボゲタは言うか言わないか迷ったり、ロボイドが三億円強盗犯人の濡れ衣を着せられた事件の日にガンツ先生の採点を行わず去って行った際はロボコンとロボデジ共々心配して追い掛けたりする等、ロボボスと違い完全な不良ロボットになる事が出来なかった。

ロボボス
ゴリラ型の不良ロボット。気に入らないことがあるとだれかれ構わず殴り飛ばす乱暴者だが、情に厚い一面もある。その怪力を活かして普段は建設会社で働いている。ロボイド登場後は彼の能力に嫉妬し、グレて他のロボットの邪魔をしたり、ガンツ先生から厳しい叱責を受けてしまうことが多くなった。アルコールをエネルギー源とし、日本酒が大好物。両腕のボスットパンチが武器。パワーは500馬力。

ロボビン
運送会社「マイマイ急便」で働く配達カタツムリ型ロボット。走行形態のマイマイバイクに変形し、殻部分に荷物を収納して配送する。おしゃべりな性格で、その口の軽さが災いしたこともあった。親友であるロボコンとの友情には厚く、ロボコンに泥棒の疑いがかかった際も彼の潔白を信じるジュンに協力して事の真相を探った。マイマイバイク形態での最高時速は500キロメートル。
- ロボビンのスーツアクターを務めたおぐらとしひろは、崖からの落下シーンでは前面にタイヤ、背面に殻部分、足にもタイヤがあったため腕から落ちるしかなかったと証言している。

ロボピー
婦警ロボット。顔はお世辞にも美人とは言えない。ロボコンに惚れており、ロボコンが嫌がるのも構わず「ダーリン」と呼んで追いかけ回すが、ロボイド登場後はロボイドにも惚れてしまいロボコンとロボイドと何方と付き合うか本気で迷っていた。警察官としての職務には忠実で問題を抱えた人には真摯な態度で接することもあった。しかし第31話で三億円強盗犯人が使用したと思われる鞄にロボイドのスタンプが有った事からロボイドを三億円強盗犯人の犯人と誤認逮捕しそうになった事が有る。犯人を逮捕する時には、巨大な手錠・つかまえ手錠をブーメランのように投げ付ける。左手にはロボピーバズーカを装備する。胸の部分を開いて太陽エネルギーを充填する設定だが、作中で開いたことはない。口にアンコが付いていたことから人と同じく、普通に食事が出来る模様。
- スロットロイドは発売されていない。

ロボケロ
カエル型のカラオケロボット。「歌いましょ〜」「歌は世界を救います!（これは前期EDの歌いだしでもある）」が口癖で、歌で人間を幸せにするのが役目。普段はカラオケ店で働いている。十八番は「カエルの歌」。動力は自身の歌による振動（による自家発電）である。口の中のケロケロモニターに採点機能を持つ。
- スーツアクターを務めたおぐらは、車に乗って歌うシーンではアクション監督の村上潤から足に命綱をつけることを提案されていたが、落ちた際に引きずられてしまうためかえって危なく、手の形状から窓を掴むこともできないため、そのままの状態で乗って演じた。

ロボモグ
料理ロボット。何を作ってもカレー味になってしまうが、カレーの味だけは絶品。料理を残されると激しく怒る。腹部に電子レンジを内蔵しており、ボールにカレーをかけたり、顔料になる岩石を加熱したこともある。エネルギー源は植物性の油。

#### 2期生
ロボイド
ヒーロー的な外見の秀才勉強ロボット。ロボット学校の学級委員長を自称し、「委員長のこの私が〜」が口癖。様々な人助けをするが、エリートゆえに他人の気持ちを慮ることが苦手で、その行動は的外れになることも多かった。モモコに惚れていたが全く相手にされなかった（好意を持っていること自体がモモコに伝わっていなかった節もある）。動力は原子力。腕はマジックハンドやスタンプに付け替えることが可能。
- デザインは旧作のコミック版におけるロボメカが元になっている。

ロボガシャ
自販機ロボット。基本的に温厚なボケキャラ。おもちゃから日用品まで、カプセルから出てきた物を実体化させる。小さなカプセルから、巨大なベッドなども出せる。ガチャガチャのハンドルの回転による発電で稼動している。
- スロットロイドは発売されていない。

ロボパチ
取材ロボット。腹部がカメラ、尾の先がマイクになっているカメレオン型ロボ。姿を消すことができ、スクープを狙うためのなりふり構わぬ行動が栗原家を崩壊の危機に追い込んだり、他のロボットたちに責められたこともあった。
- スロットロイドは発売されていない。

ロボプル
マスコットロボット。登場したロボットの中で一番小さい。掃除機になったり、頭部のプロペラプルプルローターが分離してロボコンの飛行用プロペラになったりする。ロボコンの弟分的存在として可愛がられる。

### 栗原家
栗原 豪太郎（）
栗原家のパパ。サラリーマンで、プラモ作りが趣味。ロボコンを厄介者としているが、家族のように扱う一面がある。大福はこしあんが好き。
- 小嶋によれば、キャスティングに関しては特別二枚目ではないけど、極端に三枚目ではない方というイメージで渡辺を選んだという。

栗原 光子（）
栗原家のママ。専業主婦。夫同様、ロボコンを厄介者としているが、家族のように扱う一面がある。大福はつぶあんが好き。犬を苦手とする。
- 小嶋によれば、キャスティングは庶民的なイメージだった旧作と違い、「自分のお母さんはかっこよくて、美人でいてほしい」という子供が多かったことと、旧作を見ていた視聴者はピンク・レディーのファンでもあるため、その層が見るという狙いで未唯に依頼したという。

栗原 モモコ（）
栗原家の長女。中学2年生。ロボコンからは「モコちゃん」と呼ばれている。アイドルに憧れている。
栗原 オサム（）
栗原家の長男。小学6年生。パソコンが趣味で、好物は牛丼。
栗原 ジュン（）
栗原家の次男で、末っ子。当初は幼稚園児だったが、10話から小学生に進級する。家族の中でロボコンとは一番仲が良い。
24話ではロボコンが「お金をなくして困っている」と嘘をついた少女ヨーコに騙されて未払いだった電気代を渡してしまい、彼女から内緒にしてほしいと約束されたために真実を打ち明けられず栗原家を追い出されてしまうが、ジュンは「ロボコンが何か隠し事をしている」と勘づき、家族の中で唯一ロボコンの潔白を信じてロボビンと共に真相を探った。

## キャスト
本作で加藤夏希は物語のヒロイン的存在のロビーナ役で女優デビューした。また加藤自身がモデルとなったとされる秋田県出身の伊集院ナツキが登場するエピソードも放送された。
水島かおり、Mr.ちん（B21スペシャル）、大場久美子など著名人が多数出演しており、それまでの東映特撮作品としては異例のことであった。その他にも「メタルヒーローシリーズ」の主演だった正木蒼二（『ブルースワット』）や土屋大輔（『重甲ビーファイター』）、「スーパー戦隊シリーズ」からは能見達也（『五星戦隊ダイレンジャー』）、主演だった岸祐二（『激走戦隊カーレンジャー』）もゲスト出演している。
田中直樹（ココリコ）の出演は、深夜バラエティ番組『ココリコA級伝説』で行われた、段ボールで制作した田中考案のオリジナルのロボット「ロボダメ」でロボコンに出演しようという企画で実現した。『A級伝説』では田中が未唯からアドバイスをもらったり、ロボコンスタッフに前述の案を交渉するも却下され、通行人としての出演が許可される様子が放送された。
第46話ゲストの藤田まことは、藤田が主演するテレビドラマ『はぐれ刑事純情派』の撮影を本作品の隣のスタジオで行っていた縁で出演した。藤田演じる原田三太郎の衣裳も同作品を彷彿とさせるものとなっている。藤田の出演シーンのみ撮影手法が従来のアフレコ形式ではなく同時録音形式に切り替えられている。役名の「原田」は藤田の本名に由来する。さらに藤田は本作品への出演が縁で、2000年の石ノ森章太郎ふるさと記念館のオープニングトークショーや2001年の石ノ森萬画館のオープニング式典などにも参加している。
生徒ロボットを演じた声優陣は、たびたび端役で顔出し出演している。最終回ではロボコン役声優の伊倉一恵が演じた主婦の声をロボコンのスーツアクターである神尾直子がアテレコを充てるという逆転演出もあった。最終話では、ロボピー役の潘恵子の娘で後に声優として活動する潘めぐみがカメオ出演している。

### レギュラー
- 栗原光子（ママ） - 未唯
- 栗原モモコ - 奈良沙緒理
- 栗原オサム - 三嶋啓介
- 栗原ジュン - 小池城太朗
- 栗原豪太郎（パパ） - 渡辺いっけい
- ロビーナ - 加藤夏希

### 声の出演
- ロボコン - 伊倉一恵
- ガンツ先生 - 野田圭一
- ロボデジ - 嶋村薫
- ロボゲタ - 肝付兼太
- ロボボス - 矢尾一樹
- ロボビン - 関智一
- ロボピー - 潘恵子
- ロボケロ - 阪口大助
- ロボモグ - 遊佐浩二
- ロボイド - 堀秀行
- ロボガシャ - 飛鳥井豊
- ロボパチ - 山口勝平
- ロボプル - 大神いずみ

### 主なゲスト出演者
- 隣町のおばさん（第2話） - 坂井寿美恵
- 川崎太郎（第3話） - 住田隆
- 大宮次郎（第3話） - 矢作兼（おぎやはぎ）
- 老婆（第4話） - 花原照子、松島みのり
- 老人（第4話） - 加地健太郎、板橋芳雄
- 高社（第6話） - ミスターちん
- 若竹（第6話） - 正木蒼二
- 江崎秀雄（第7話） - 庄司永健
- 江崎春子（第7話） - 喜多道枝
- 光（第8話） - 二見史龍
- ヒロ（第8話） - 宮沢祐輔
- カズ（第8話） - 千葉良太
- 京野空（第9話） - 菊池美緒
- 長老（第9話） - 石井愃一
- 平石司（第13、42話） - 善家尚史
- 逸見沙樹（第13話） - 児玉真菜
- 安永先生（第13、23、42話） - 植松洋
- パン屋さん（第15話） - 入江正徳
- 妻（第15話） - 伊東あつ子
- ユウヤ（第15話） - 芝崎善紀
- 閻魔大王（第16話） - 井上克一
- 江戸山部長（第17、28話） - エド山口
- 営業部長（第17話） - 市川勉
- 満点さん（第19話） - 古田新太
- 村山潔（第20話） - 能見達也
- 木山（第21話） - 吉満涼太
- 長塚（第21話） - 加賀谷圭
- 川喜多雄蔵（第22話） - 岸祐二
- 川喜多謙（第22話） - 町田幸夫
- 榎美佐（第22話） - 大場久美子
- 高橋夏美（第23話） - 皆川優紀
- ヨーコ（第24話） - 河辺千恵子
- 友香（第24話） - 辻田菜穂
- 男A（第27話） - 田中直樹（ココリコ）
- 中森厳（第28話） - 久保晶
- 社長（第28話） - 神崎智孝
- 修（第28話） - 本郷達也
- 幽霊（第29話） - 水島かおり
- 島崎刑事（第31話） - 土屋大輔
- ギャング団（第31話） - COLORS、手塚理恵
- 町会長（第32話） - 大山豊
- 伊神敏樹（第34話） - 宝井誠明
- 橋本みゆき（第34話） - あかぎあい
- 先生（第34話） - 星野光代
- 伊集院ナツキ（第39話） - 加藤夏希
- 執事（第39話） - 牧口元美
- 花倉金之助（第40話） - 槙尾祐介
- 田宮源太郎（第42話） - 轟二郎
- 校長（第42話） - 山本勝
- アナウンサー（第42話） - 大神いずみ
- 横川ななこ（第43話） - 神戸みゆき
- 良珍（第44話） - 河原さぶ
- まりなの父（第46話） - ひかる一平
- まりな（第46話） - 斉藤みやび
- まりなの母（第46話） - 川田希
- 原田三太郎（第46話） - 藤田まこと
- アナウンサー（第50話） - 井上碧
- 校長（第50話） - 伊藤幸純
- 警備員（第50話） - 山口勝平
- 団子町の人々（第51話） - 中島元、伊倉一恵、嶋村薫、飛鳥井豊、関智一、遊佐浩二

### スーツアクター
- ロボコン[10][26]  - 神尾直子[注釈 7]
- ロボデジ[27] 、ロボモグ[27]、ロボパチ[27] - 千田義正
- ロボゲタ[28]、ロボピー[28]、ロボガシャ[28] - 飯干隆子
- ロボボス[29]、ロボビン[20]、ロボケロ[20] - 小倉敏博
- ロボイド他 - 大林勝[30]
- ガンツ先生 - 日下秀昭[30]、福沢博文[30]
- その他 - 渋江勝[31]

## スタッフ
前番組まで本時間帯の特撮テレビドラマに携わっていた日笠淳がスーパー戦隊シリーズに参加するのに伴い、本作品ではそれまで一般ドラマメインで活動していた小嶋雄嗣がチーフプロデューサーを担当。
ライター陣は前番組からの連投となる西園悟を中心に、同じく前作からの続投である扇澤延男や浦沢義雄が参加している。扇澤は最終回執筆を担当し、『超人機メタルダー』以降参加し続けた本時間帯での最後の作品となった。この他、前年までスーパー戦隊シリーズに参加していた荒川稔久や、渡辺元嗣監督とのコンビでコメディタッチのピンク映画を次々と発表し続けた平柳益実、特撮初登板の横手美智子、特撮参加は久々となる藤井邦夫が名を連ねており、これらのライター陣はある程度自由な作風の本作品だからこそ、力量のあるベテランをメインにするという意図もあったとされる。
メイン監督は旧作では助監督を務めていた坂本太郎が担当。また撮影はこちらも旧作を担当していたいのくままさおがメインで担当。またこれまで数多くの東映作品を手がけてきた編集技師の菅野順吉、撮影兼計測担当の小泉貴一、監督の岩原直樹は本作品を最後に第一線から退いた。
後にスーパー戦隊シリーズの中心的監督となる加藤弘之は本作品が監督デビュー作品である。また後の同枠の平成ライダーシリーズで監督として活躍する柴﨑貴行は本作品が初の現場デビューとなった。
- 原作 - 石ノ森章太郎
- 連載 - テレビマガジン、たのしい幼稚園、てれびくん、幼稚園[注釈 9]
- プロデューサー - 上田めぐみ・清水祐美（テレビ朝日）、小嶋雄嗣・丸山真哉（東映）
- 脚本 - 西園悟、平柳益実、扇澤延男、荒川稔久、藤井邦夫、浦沢義雄、山田隆司、横手美智子、田嶋久子、明星剛
- 音楽 - 有澤孝紀
- 撮影 - いのくままさお、内田正司
- 照明 - 小野幹雄、高橋道夫、中川勇雄、才木勝
- 美術 - 木村光之
- 録音 - 映広
- 編集 - 菅野順吉、長田直樹
- ネガ編集 - 長田直樹
- 計測 - 小泉貴一、上赤寿一
- 記録 - 深沢いづみ、斉藤能子、森みどり
- 選曲 - 谷山謙二
- 音響効果 - 大野義彦（大泉音映）
- 操演 - 寺門勇、高木友善（ライズ）
- 美粧 - 奥村弘子（サンメイク）
- 衣裳 - 鎌田裕子（東京衣裳新社）
- 装置 - 紀和美建
- 装飾 - 小林正樹、中村豊（大晃商会）
- 撮影助手 - 相葉実、倉田幸治
- 照明助手 - 神長倉孝明、森野茂樹、千葉靖夫
- 編集助手 - 菊地健一
- 造型 - 前澤範
- キャラクター製作 - レインボー造型企画
- 視覚効果 - 沖満、松岡勇二
- デジタル合成 - 大谷喜朋、柳原嘉宣（日本映像クリエイティブ）
- 現像・テレシネ - 東映化学 ファインネガ・ビデオシステム
- メディア変換 - 東映化学デジタルテック、山本修司
- CG - ジャパンヴィステック、平野明
- 変型特撮 - 特撮研究所
- イラスト - 時計屋、飯田浩司
- 資料担当 - 河野達央、早瀬マサト
- スーパーバイザー - 小野寺章
- アクションコーディネーター - 村上潤（ジャパンアクションクラブ）
- 広報 - 松本実希子、保坂正紀、織田笑里（テレビ朝日）
- 撮影協力 - CELSIANA 花、横浜八景島シーパラダイス、光が丘IMA、でんきのセキド 鶴ヶ島倉庫店、アウトレットモール・リズム、PC DEPOT 練馬高野台店、住宅・都市整備公団、川口市立グリーンセンター、佐野国際情報短期大学、秩父ミューズパーク、川越 氷川神社、Plaza Del Sol、イタリアンレストラン ロニオン、フローリスト セルシアーナ、欧風レストラン ラ・セーヌ、ドレミファクラブ 朝霞店、西東京物流、マイカル本牧、元町YOSHIDA、リリパピタ 東京ガリバー戸田店、外環ラーメン
- ボディアート - 時計屋
- プロデューサー補 - 横塚孝弘
- 助監督 - 加藤弘之、鈴村展弘、田澤裕一、柴﨑貴行
- 進行主任 - 東正信、有澤広巳
- 制作事務 - 石垣紘一
- 制作担当 - 沼尾和典
- 監督 - 坂本太郎、岩原直樹、ヒデ・I、加藤弘之
- 制作 - テレビ朝日、東映、ASATSU-DK

## 主題歌・挿入歌
本作品はD2-VTRマスターによる純フィルム作品だが、後期のオープニング、エンディングのみVTR撮影・編集となっている。第48話以降で旧EDが復活した際には元のフィルム映像（歌詞表示はテロップ焼き付けのまま）にVTRテロップを使っている。Vシネマ版・最終回のエンディングではフィルムによるスーパーインポーズに戻っている。
商品展開では主題歌・一部挿入歌を収録したシングルCDが4種、コロちゃんパックが3種、ソングコレクションと音楽集を兼ねたアルバムなど3種の他、日本コロムビアの学芸CD用音源を流用した楽曲に加え新規楽曲「ロボコンクリスマス」を収録したアルバムおよびコロちゃんパックが発売された。
下記の他、第13話で「がんばれロボコン」、第14話で「UFO」、第30話で「炭坑節」と「YOUNG MAN (Y.M.C.A.)」、第32話で「ロボコン音頭」が使用された。

### オープニングテーマ
「街は大騒ぎ!! 〜Welcome to Mitara Funk City〜」（第1話 - 第24話）
- 作詞・作曲・編曲・プロデュース - ファンキー末吉
- 歌・演奏 - Tokyo Funk City
  - 参加メンバー - a-min、今中一彦、影山ヒロノブ、加藤昭男、川嵜 "PET" 淳一、小坂 "SASUKE" 武巳、斉藤かんじ、佐藤ジュンロウ、竹野昌邦、チャカ、デーモン小暮、寺内茂、土居通宏、二井原実、バーベQ和佐田、ファンキー末吉、丸本修、三井雅弘、横銭ユージ、渡辺ファイヤー（50音順）

「燃えろ×4ロボコン!!」（第25話 - 第51話）
作詞 - 近藤由華 / 作曲 - 有澤孝紀 / 編曲 - 猪股義周 / 歌 - 速水けんたろう / かけ声 - ロボコン（伊倉一恵）
インストゥルメンタル版が第24話以降の次回予告BGMとして使用されている。
第37話では挿入歌として使用された。

### エンディングテーマ
「歌は世界を救う!!」（第1話 - 第24話・第48話 - 第50話）
作詞・作曲・プロデュース - ファンキー末吉 / 編曲 - 仮谷克之 / 歌 - 冠二郎

「100点満点 ロボコンたいそう」（第25話 - 第47話）
作詞 - 大森祥子 / 作曲 - 速水けんたろう / 補作曲 - 有澤孝紀 / 編曲 - 猪股義周 / 歌 - ロボコン（伊倉一恵）、森の木児童合唱団 / 振付 - 井出真生
第36話では劇中挿入歌としても使用された。

「燃えろ!! ロボコン」（第51話）
作詞 - 大賀玉之輔 / 作曲 - 有澤孝紀 / 編曲 - 猪股義周 / 歌 - 樫原伸彦
新撮映像と共にエンドロールにて使用。第6・48話では挿入歌として使用された。

### 挿入歌
「ロボイドのテーマ〜星の運命(さだめ)」（第25・31話）
作詞 - 折原彗 / 作曲・編曲 - 亀山耕一郎 / 歌 - 坂井紀雄
第25話ではインストゥルメンタル版と併用、第27・37・48話ではインストゥルメンタル版のみが使用された他、劇中でロボイドが吹くトランペットの音色として前奏部分が使用された。
「うたがあるかぎり」
作詞 - 石川絵理 / 作曲・編曲 - 赤坂東児 / 歌 - ロボケロ（阪口大助）
「大空を翔ぶように」(第37話)
作詞 - 前田耕一郎 / 作曲・編曲 - 手島いさむ / 歌・演奏 - アイランズ
「がんばって」（第37・43話）
作詞 - 折原彗 / 作曲 - 有澤孝紀 / 編曲 - 猪股義周 / 歌 - 緑川陽子
「ケッコーしあわせロボケロ」(第34・41・44話)
作詞 - 大賀玉之輔 / 作曲・編曲 - 石川恵樹 / 歌 - ロボケロ（阪口大助）
第22・33話ではインストゥルメンタル版が使用された。
「きっとだいじょうぶ」（第39・48話）
作詞 - 近藤由華 / 作曲 - 有澤孝紀 / 編曲 - 猪股義周 / 歌 - ロビーナ（加藤夏希）
第39話の次回予告BGMとしても使用された。
「ロボット学校 ある限り！」（第45話）
作詞 - 八手三郎 / 作曲・編曲 - 猪股義周 / 歌 - ロボコン（伊倉一恵）、ロビーナ（加藤夏希）、ロボビン（関智一）、ロボピー（潘恵子）、ロボイド（堀秀行）、ロボプル（大神いずみ）、ロボパチ（山口勝平）
「迷わず行こう！！」（第39・43話）
作詞 - 八手三郎 / 作曲 - 広谷順子 / 編曲 - 亀山耕一郎 / 歌 - 緑川陽子 / コーラス - 広谷順子
「the sound of the wind」
作詞・作曲・編曲 - アーリー / 歌 - ロビーナ（加藤夏希）
「ママは大いそがし」（第42・44話）
作詞 - 折原彗 / 作曲・編曲 - 有澤孝紀 / 歌 - 栗原光子（ママ：未唯）&栗原ファミリー （パパ：渡辺いっけい / モモコ：奈良沙緒理 / オサム：三嶋啓介 / ジュン：小池城太朗 / ロボコン：伊倉一恵）

### クリスマスソング
「ジングルベル」
作詞 - 宮沢章二 / 作曲 - ペアポント / 編曲 - たかしまあきひこ / 歌 - ロボコン（伊倉一恵）、ロボイド（堀秀行）、ロボデジ（嶋村薫）、ロボケロ（阪口大助）、ロボモグ（遊佐浩二）
「The Christmas Song」
作詞・作曲 - メルトーメ、ロバートウェルズ / 編曲 - 猪股義周 / 歌 - 栗原光子（未唯）
「赤鼻のトナカイ」
作詞・作曲 - マークス / 日本語詞 - 新田宣夫 / 編曲 -たかしまあきひこ / 歌 - ロボコン（伊倉一恵）、モモコ（奈良沙緒理）、オサム（三嶋啓介）、ジュン（小池城太朗）
「あわてんぼうのサンタクロース」
作詞 - 吉岡治 / 作曲 - 小林亜星 / 編曲 - 越部信義 / 歌 - ロボコン（伊倉一恵）、ロボプル（大神いずみ）、ロボケロ（阪口大助）、ロボガシャ（飛鳥井豊）、ロボパチ（山口勝平）
「サンタが町にやってくる」
作詞 - ヘイヴン・ガレスピー / 日本語詞 - 神戸孝雄 / 作曲 - ジョン・フレッド・クーツ / 編曲 - 小森昭宏 / 歌 - ロボコン（伊倉一恵）、ロビーナ（加藤夏希）、ロボボス（矢尾一樹）、ロボビン（関智一）、コロムビアゆりかご会
「すてきな雪景色」
日本語詞 - 漣健児 / 作曲 - F・バーナード / 編曲 - 有澤孝紀 / 歌 - ロボコン（伊倉一恵）、ロボゲタ（肝付兼太）、ロボビン（関智一）、ロボピー（潘恵子）、ロボパチ（山口勝平）
「星に願いを」
作詞 - ネッド・ワシントン / 日本語詞 - 島村葉ニ / 作曲 - リー・ハーライン / 編曲 - 有澤孝紀 / 歌 - ロボコン（伊倉一恵）、ロビーナ（加藤夏希）
「きよしこの夜」
賛美歌 日本語詞 - 由木康 / 作曲 - フランツ・グルーバー / 編曲 - 若松正司 / 歌 - ガンツ先生（野田圭一）、ロボコン（伊倉一恵）、ロビーナ（加藤夏希）、ロボボス（矢尾一樹）、ロボゲタ（肝付兼太）、ロボデジ（嶋村薫）、ロボビン（関智一）、ロボピー（潘恵子）、ロボケロ（阪口大助）、ロボプル（大神いずみ）、ロボガシャ（飛鳥井豊）、ロボパチ（山口勝平）
「ロボコンクリスマス」（第46話）
作詞 - 八手三郎 / 作曲・コーラスアレンジ - 有澤孝紀 / 編曲 - 猪股義周 / 歌 - ロボコン（伊倉一恵） / コーラス - ロボイド（堀秀行）、ロボデジ（嶋村薫）、ロボモグ（遊佐浩二）、ロボピー（潘恵子）、ロボパチ（山口勝平）、ロボゲタ（肝付兼太）、ロボビン（関智一）、ロボケロ（阪口大助）
「おめでとうクリスマス」(第46話)
イギリス曲 作詞 - 高田三九三 / 編曲 - 若松正司 / 歌 - 栗原ファミリー （ママ：未唯 / パパ：渡辺いっけい / モモコ：奈良沙緒理 / オサム：三嶋啓介 / ジュン：小池城太朗）

## 放送日程
| 放送日         | 放送回 | サブタイトル               | 脚本            | 監督     | ロボコンの点数                           |
| -------------- | ------ | -------------------------- | --------------- | -------- | ---------------------------------------- |
| 1999年01月31日 | 1      | 大当り!! ロボ根性全開      | 西園悟          | 坂本太郎 | 0点                                      |
| 2月07日        | 2      | はじめてのおつかい         | 西園悟          | 坂本太郎 | 0点                                      |
| 2月14日        | 3      | 大ピンチ!! オイラ解体      | 西園悟          | 岩原直樹 | 0点                                      |
| 2月21日        | 4      | 絶好調! 何でも修理魔       | 平柳益実        | 岩原直樹 | 0点                                      |
| 2月28日        | 5      | カレーの鉄人ロボ登場       | 扇澤延男        | ヒデ・I  | 0点                                      |
| 3月07日        | 6      | アイドルになりたい!        | 荒川稔久        | ヒデ・I  | 20点                                     |
| 3月14日        | 7      | 怒りの6才 決意の家出       | 藤井邦夫        | 坂本太郎 | 0点                                      |
| 3月21日        | 8      | 決闘! ロボボスを倒せ       | 平柳益実        | 坂本太郎 | 0点                                      |
| 3月28日        | 9      | 特訓! 究極の天気予報       | 西園悟          | 岩原直樹 | マイナス100点                            |
| 4月04日        | 10     | 春だ! 恐怖のお入学         | 扇澤延男        | 岩原直樹 | 99点                                     |
| 4月11日        | 11     | 仲直り100点の方法          | 浦沢義雄        | ヒデ・I  | 0点                                      |
| 4月18日        | 12     | 迷惑もOK? 噂の真相         | 西園悟          | ヒデ・I  | 0点（1回目） 50点（2回目）               |
| 4月25日        | 13     | がんばれ! ロビーナちゃん   | 荒川稔久        | 坂本太郎 | 0点                                      |
| 5月02日        | 14     | 突然変異! オイラ天才       | 平柳益実        | 坂本太郎 | 99点                                     |
| 5月09日        | 15     | 友情とあんパンの選択       | 扇澤延男        | 岩原直樹 | 100点 （ロボビン10点）                   |
| 5月16日        | 16     | 地獄の祟りと根性勝負       | 藤井邦夫        | 岩原直樹 | 50点                                     |
| 5月23日        | 17     | 目指せ! ホームラン王       | 西園悟          | ヒデ・I  | 得点なし                                 |
| 5月30日        | 18     | 3兄弟で不良デビュー        | 扇澤延男        | ヒデ・I  | 採点なし （罰として1週間街の空き缶拾い） |
| 6月06日        | 19     | 恋のライバル百点満点       | 浦沢義雄        | 坂本太郎 | 0点                                      |
| 6月13日        | 20     | ママ熱愛!? 浮気は芸術      | 荒川稔久        | 坂本太郎 | 20点                                     |
| 6月20日        | 21     | 栗原家監禁事件発生!        | 山田隆司        | 岩原直樹 | 90点                                     |
| 6月27日        | 22     | 秘伝! 炎のハンバーグ       | 平柳益実        | 岩原直樹 | 0点                                      |
| 7月04日        | 23     | ウララ! 熱血根性先生       | 西園悟          | ヒデ・I  | 0点                                      |
| 7月11日        | 24     | 完全黙秘! オイラ泥棒       | 藤井邦夫        | ヒデ・I  | 0点                                      |
| 7月18日        | 25     | 新入生! 華麗に登場         | 扇澤延男        | 坂本太郎 | 100点                                    |
| 7月25日        | 26     | ロボコン空を飛ぶ!          | 荒川稔久        | 坂本太郎 | 0点                                      |
| 8月01日        | 27     | 特報! 危険なスクープ       | 扇澤延男        | 岩原直樹 | 0点                                      |
| 8月08日        | 28     | ロボコン会社へ行く         | 山田隆司        | 岩原直樹 | 0点                                      |
| 8月15日        | 29     | 呪いの音楽 幽霊の館        | 西園悟          | ヒデ・I  | 100点                                    |
| 8月22日        | 30     | 夏休みはキャンプだ!        | 浦沢義雄        | ヒデ・I  | 0点                                      |
| 8月29日        | 31     | 三億円犯人ロボイド!        | 扇澤延男        | 坂本太郎 | 50点                                     |
| 9月05日        | 32     | 愛の約束! 踊る秋祭り       | 浦沢義雄        | 坂本太郎 | 0点                                      |
| 9月12日        | 33     | 美人モデルは写真嫌い       | 西園悟          | 岩原直樹 | 75点                                     |
| 9月19日        | 34     | 恋のリハビリ大作戦!        | 荒川稔久        | 岩原直樹 | 90点                                     |
| 9月26日        | 35     | 創刊! ロボコン新聞         | 山田隆司        | ヒデ・I  | 99点                                     |
| 10月03日       | 36     | 秋のロボット大運動会       | 西園悟          | ヒデ・I  | 採点なし                                 |
| 10月10日       | 37     | モモコ史上最大の危機       | 藤井邦夫        | 加藤弘之 | 50点                                     |
| 10月17日       | 38     | 改造ロボコン大暴走!        | 扇澤延男        | 岩原直樹 | 0点                                      |
| 10月24日       | 39     | 家出少女はロビーナちゃん!? | 荒川稔久        | 岩原直樹 | 0点                                      |
| 10月31日       | 40     | ロボコン弟子をとる!        | 扇澤延男        | ヒデ・I  | 10点                                     |
| 11月14日       | 41     | 独占! ロビーナちゃんの秘密 | 浦沢義雄        | ヒデ・I  | 0点                                      |
| 11月21日       | 42     | 輝け! オイラの芸術魂       | 横手美智子      | 加藤弘之 | 10点                                     |
| 11月28日       | 43     | 委員長! 恋の課外授業       | 山田隆司        | 加藤弘之 | 30点                                     |
| 12月05日       | 44     | 悪霊退治で危機一髪!!       | 田嶋久子        | 岩原直樹 | 20点                                     |
| 12月12日       | 45     | 仲間外れ! 爆発5秒前        | 平柳益実        | 岩原直樹 | 30点 （ロボボス90点）                    |
| 12月19日       | 46     | サンタ発見! 全員集合       | 山田隆司        | 坂本太郎 | 全員100点                                |
| 12月26日       | 47     | 発明! 世紀末の大掃除       | 浦沢義雄        | 坂本太郎 | 0点                                      |
| 2000年01月02日 | 48     | 祝2000年! 勝負の初夢       | 西園悟          | 加藤弘之 | 0点                                      |
| 1月09日        | 49     | 噂の二人! ついに婚約       | 明星剛 扇澤延男 | 加藤弘之 | 100点                                    |
| 1月16日        | 50     | さよなら! オイラ留学       | 西園悟          | 岩原直樹 | 100点                                    |
| 1月23日        | 51     | オイラ街の人気者!          | 扇澤延男        | 岩原直樹 | 0点                                      |

## 放映ネット局
| 放送対象地域      | 放送局             | 系列                          |
| ----------------- | ------------------ | ----------------------------- |
| 関東広域圏 制作局 | テレビ朝日         | テレビ朝日系列                |
| 北海道            | 北海道テレビ       | テレビ朝日系列                |
| 青森県            | 青森朝日放送       | テレビ朝日系列                |
| 岩手県            | 岩手朝日テレビ     | テレビ朝日系列                |
| 宮城県            | 東日本放送         | テレビ朝日系列                |
| 秋田県            | 秋田朝日放送       | テレビ朝日系列                |
| 山形県            | 山形テレビ         | テレビ朝日系列                |
| 福島県            | 福島放送           | テレビ朝日系列                |
| 山梨県            | テレビ山梨         | TBS系列                       |
| 新潟県            | 新潟テレビ21       | テレビ朝日系列                |
| 長野県            | 長野朝日放送       | テレビ朝日系列                |
| 静岡県            | 静岡朝日テレビ     | テレビ朝日系列                |
| 中京広域圏        | 名古屋テレビ       | テレビ朝日系列                |
| 富山県            | チューリップテレビ | TBS系列                       |
| 石川県            | 北陸朝日放送       | テレビ朝日系列                |
| 福井県            | 福井放送           | 日本テレビ系列 テレビ朝日系列 |
| 近畿広域圏        | 朝日放送           | テレビ朝日系列                |
| 鳥取県・島根県    | 山陰放送           | TBS系列                       |
| 広島県            | 広島ホームテレビ   | テレビ朝日系列                |
| 山口県            | 山口朝日放送       | テレビ朝日系列                |
| 徳島県            | 四国放送           | 日本テレビ系列                |
| 岡山県・香川県    | 瀬戸内海放送       | テレビ朝日系列                |
| 愛媛県            | 愛媛朝日テレビ     | テレビ朝日系列                |
| 高知県            | テレビ高知         | TBS系列                       |
| 福岡県            | 九州朝日放送       | テレビ朝日系列                |
| 長崎県            | 長崎文化放送       | テレビ朝日系列                |
| 熊本県            | 熊本朝日放送       | テレビ朝日系列                |
| 大分県            | 大分朝日放送       | テレビ朝日系列                |
| 鹿児島県          | 鹿児島放送         | テレビ朝日系列                |
| 沖縄県            | 琉球朝日放送       | テレビ朝日系列                |

## 映像ソフト化
以下、特記のない限り発売元はいずれも東映ビデオ。
- ビデオ（VHS、レンタルのみ）は1999年10月から2000年9月にかけて全12巻がリリースされた[35]。各巻4話収録（10巻、11巻、12巻は5話収録）
- テレビシリーズを再編集したHEROクラブのビデオは全3巻が発売された[35]。
- テレビシリーズを再編集したばっちしVのビデオは全1巻がバンダイビジュアルより発売された[35]。
- 2008年7月21日発売の『石ノ森章太郎 生誕70周年 DVD－BOX』にテレビシリーズの第1話が収録されている。
- 2009年9月18日にローソン限定で発売されたPPV機能付DVD『ロボコン1stエピソードコレクション』に、『がんばれ!!ロボコン』の第1話を含む3話分とともに、本作品の第1話他3話分も収録されている（PPV機能のため、そのまま見られるのは両作品の第1話のみ）。

## ビデオ作品
- みんないっしょにロボコンたいそう
  - 「100点満点 ロボコンたいそう」の振付説明ビデオ。
- 燃えろ!!ロボコンVSがんばれ!!ロボコン

## ゲーム作品
- おえかきロボコン!! (キッズコンピュータ・ピコ, 1999年発売, バンダイ)

## CS放送・ネット配信
CS放送
- 東映チャンネル：2010年1月 - 7月（「石ノ森章太郎劇場」枠）、2012年4月 - 10月（「アンコールアワー」枠）

ネット配信
- 東映特撮YouTube Official：2011年8月1日 - 2012年1月22日、2013年11月11日 - 2014年5月4日、2022年7月29日 - 2023年1月27日